# IV съезд АПТ
IV съезд Албанской партии труда (алб. Kongresi i 4-rt i PPSH) проходил в столице Народной Республики Албания Тиране с 13 по 20 февраля 1961 года.

## Решения съезда
На съезде было объявлено, что в Албании уже создана экономическая база социализма как в городе, так и на селе. Также объявлялось о наличии в стране двух дружественных классов — рабочего и кооперированного (колхозного) крестьянства. Съезд принял директивы по третьему пятилетнему плану хозяйственного и культурного развития страны на 1961—1965 гг., задачей которого ставилось превращение экономики страны из аграрно-индустриальной и индустриально-аграрную. Также были приняты ряд правок в Устав партии и провозглашён переход к новому этапу строительства социализма в стране.

## Цифры съезда
На съезде присутствовали 754 делегата с правом решающего голоса и 54 делегата с правом совещательного голоса, которые представляли 50802 члена и 2857 кандидатов в члены Албанской партии труда.
На Четвёртом съезде были избраны:
- Центральный Комитет Албанской партии труда: 77 членов, 38 кандидатов в члены ЦК АПТ.
- Политбюро ЦК Албанской партии труда — 11 членов: Энвер Ходжа (переизбран Первым Секретарем ЦК АПТ), Мехмет Шеху, Хюсни Капо, Спиро Колека, Бекир Балуку, Мануш Мюфтиу, Гого Нуши, Абдюль Келези, Адиль Чарчани, Рита Марко и Рамиз Алия ; 4 кандидата в члены: Кадри Хазбиу, Петрит Думе, Пило Перистери и Кочо Теодоси.
- Секретариат ЦК АПТ — 5 членов: Энвер Ходжа (первый секретарь), Хаки Тоска, Хюсни Капо, Рита Марко, Рамиз Алия[5].

## Советская делегация на съезде
На съезде присутствовала делегация от КПСС, которую возглавлял Пётр Николаевич Поспелов. В состав делегации входил ещё ряд лиц, среди которых можно выделить Юрия Андропова и Фёдора Бурлацкого. Позднее Бурлацкий вспоминал атмосферу, царившую на съезде. По его словам, в своём докладе Энвер Ходжа, «статный и красивый мужчина с военной выправкой», подвергал критике всё, что в последние годы сделала КПСС. Аудитория постоянно аплодировала словам лидера страны. В ходе речи были совершены выпады против решений XX съезда КПСС, и советская делегация воздержалась от аплодисментов. Бурлацкий позднее писал, что делегаты съезда:
...обратили внимание на то, что мы не аплодируем, когда весь зал скандирует барабанными голосами: «Энвер Ходжа! Энвер Ходжа!» Что здесь началось! Все повскакали с мест. Стали ещё громче выкрикивать здравицу в честь своего вождя, еще неистовее аплодировать, глядя в нашу сторону. Некоторые начали стучать подвижными сиденьями стульев.
Также Бурлацкий описал конфликт, произошедший в кулуарах съезда между Андроповым и Ходжей. Ситуация была связана с тем, что албанская сторона выдворила со съезда представителя компартии Греции. Это вызвало протест советской делегации, посчитавшей такие действия албанцев самоуправством. Бурлацкий вспоминал:
Неожиданно услышал знакомый и уже такой близкий мне громкий и властный голос Ю.В. Глядя твердо в глаза Энверу Ходже, он чеканил:
— Товарищ Энвер Ходжа! — <...> — От имени коммунистических партий социалистических стран я выражаю решительный протест против ваших самоуправных действий <...>
Гул в холле мгновенно затих, а Энвер Ходжа, бледный и возбуждённый, стал выкрикивать:
— Мы отвергаем диктат! Мы никого не боимся! Это агент Караманлиса и других греческих монархо-фашистов. Мы не позволим никому командовать на нашем съезде!
Тогда Ю.В., выпрямившись во весь рост, сказал ему:
— Мы оставляем за собой право сделать все необходимые выводы из этого неслыханного в практике отношений между братскими партиями инцидента.

## Последствия съезда
Советско-албанские отношение пребывали в некотором кризисе. На этом съезде албанская сторона, пока ещё открыто не называя Советский Союз по имени, активно критиковала т. н. политику «ревизионизма». Однако, с трибуны съезда не прозвучало ни одного критического слова в адрес советской политики. Напротив, звучали клятвы верности советско-албанскому братству. Так, в речи Ходжи не содержалось и тени намёка на те обвинения, которые выдвигались им против КПСС на московском совещании рабочих и коммунистических партий 1960 года. Однако, вскоре после съезда советско-албанские отношения серьёзно ухудшились: вывод военно-морской базы ВМФ СССР из Влёры, а также новый виток десталинизации, связанный с XXII съездом КПСС, привели фактически к краху двусторонних связей НРА и СССР.